# Брунн (Верхний Пфальц)
Брунн (нем. Brunn) — община в Германии, в земле Бавария.
Подчиняется административному округу Верхний Пфальц. Входит в состав района Регенсбург. Подчиняется управлению Лабер. Население составляет 1356 человек (на 31 декабря 2010 года). Занимает площадь 12,94 км².
Община подразделяется на 8 сельских округов.

## Население
По оценке на 31 декабря 2015 года население общины Брунн составляет 1446 чел. 

| Дата      | 1840 | 1871 | 1900 | 1925 | 1939 | 1950 | 1961 | 1970 | 1987 | 2011 |
| --------- | ---- | ---- | ---- | ---- | ---- | ---- | ---- | ---- | ---- | ---- |
| Население | 474  | 552  | 548  | 577  | 595  | 740  | 712  | 852  | 928  | 1345 |

| Год       | 1960 | 1970 | 1980 | 1990 | 2000 | 2009 | 2010 | 2011 | 2012 | 2013 | 2014 | 2015 |
| --------- | ---- | ---- | ---- | ---- | ---- | ---- | ---- | ---- | ---- | ---- | ---- | ---- |
| Население | 688  | 854  | 861  | 1014 | 1230 | 1375 | 1356 | 1402 | 1432 | 1440 | 1468 | 1446 |